# Itikal Al-Tai'
Itikal Al-Tai' (en arabe : اعتقال الطائي) est une artiste plasticienne, présentatrice à la télévision, critique du cinéma et romancière irakienne née le 17 mars 1949 à Hilla et morte le 5 décembre 2023.

## Biographie
Itikal Al-Tai voit le jour le 17 mars 1949 à Hilla dans le centre de l'Irak, où elle passe son enfance et son adolescence. Son prénom, Itikal (en français détention) est lié à des événements politiques que sa famille avait subis à l’époque. À l’âge de 15 ans, elle obtient le premier prix dans un concours de nouvelles. Elle se rend à Bagdad pour faire ses études à l’Académie des Beaux Arts de l’université de Bagdad, où elle étudie la sculpture. Elle obtient sa licence en 1972 et travaille dans le même domaine pendant quelques années (1972-1978) avant de faire son entrée dans les médias. 

## Itikal et les médias
En 1972, Itikal travaille comme sculptrice au service du décor à l’Établissement irakien de la Radio et de la Télévision. Dans la même période, elle a été choisie pour présenter un programme culturel intitulé « Le cinéma et les gens » (El cinema wa-n-nas ,السينما والناس) préparé par le journaliste Khalid Naji puis son successeur Ali Zein Al-Abidine. Ce programme a pour but de critiquer et d'analyser les nouveaux et anciens films étrangers et arabes. À l’occasion du jubilé d’argent et dans un vote populaire, Le cinéma et les gens reçoit, en 1976, le prix du meilleur programme télévisé. Quant à Itikal, elle obtient le titre de meilleure présentatrice,.   
Itikal est repérée pour ses opinions de gauche et sa pensée progressiste. En conséquence, elle est harcelée et mise sous pression. Son programme télévisé est finalement interdit et arrêté en 1978. Itikal est mutée de l’Établissement irakien de la Radio et de la Télévision vers le Centre de l'Artisanat et des Industries populaires où elle travaille comme sculptrice pendant plus d'un an. Elle affronte de nombreuses pressions et persécutions de la part du parti au pouvoir à l'époque pendant le régime du président Saddam Hussein jusqu'à ce que  l'occasion se présente pour elle de quitter l'Irak après avoir été acceptée à l'Académie des sciences en Hongrie. Elle y obtient un magistère en art cinématographique ; puis, en 1985, elle soutient sa thèse de doctorat intitulée « Le film entre la théorie et la pratique » dans la même académie à Budapest où elle réside depuis 1979,.

## Activités narratives et artistiques
Après une absence de 25 ans, elle revisite l’Irak en 2004. À son retour en Hongrie, cette visite est pour elle une incitation à écrire de nouveau. À partir de 2006, elle souffre d'un cancer du poumon, contre lequel elle se bat. Ses œuvres traduisent alors sa course contre la montre pour vaincre la maladie. En 2010, elle publie Mémoire des choses (Thakirat-ul-Achia', ذاكرة الأشياء ), livre autobiographique et qui a récemment été traduit en italien sous le titre Le Fave Di Babilonia, autrement dit : « La Fève Babylonienne ». 
En 2015, elle publie le recueil de nouvelles Quand on aime (Indema nuhib ,عندما نحب),  puis le roman  La veuve ( الأرملة) en 2015. Elle réalise aussi un court métrage intitulé Étreinte verte (عناق اخضر) monté par Ayed Ahmed. Elle continue d'écrire des nouvelles et de les publier sur les réseaux sociaux, où elle partage aussi sa pratique du jardinage.